# Бакарі Сако
Бакарі́ Сако́ (фр. Bakary Sako, нар. 26 квітня 1988, Іврі-сюр-Сен) — французький та малійський футболіст, півзахисник, нападник англійського «Крістал Пелеса».
Виступав, зокрема, за клуби «Шатору», «Сент-Етьєн» та «Вулвергемптон Вондерерз», а також національну збірну Малі.

## Клубна кар'єра
Народився 26 квітня 1988 року в місті Іврі-сюр-Сен. Вихованець футбольної школи клубу «Шатору». Дорослу футбольну кар'єру розпочав 2005 року в основній команді того ж клубу, в якій провів чотири сезони, взявши участь у 68 матчах чемпіонату. 
Своєю грою за цю команду привернув увагу представників тренерського штабу клубу «Сент-Етьєн», до складу якого приєднався 2009 року. Відіграв за команду із Сент-Етьєна наступні три сезони своєї ігрової кар'єри.
До складу клубу «Вулвергемптон» приєднався 2012 року. Відтоді встиг відіграти за клуб з Вулвергемптона 110 матчів в національному чемпіонаті.
У серпні 2015 року підписав трирічний контракт із клубом англійської Прем'єр-ліги «Крістал Пелес».

## Виступи за збірні
У 2005 році дебютував у складі юнацької збірної Малі, взяв участь у 4 іграх на юнацькому рівні.
Протягом 2008–2010 років залучався до складу молодіжної збірної Франції. На молодіжному рівні зіграв у 10 офіційних матчах, забив 2 голи.
У 2014 році дебютував в офіційних матчах у складі національної збірної Малі. Наразі провів у формі головної команди країни 18 матчів, забивши 9 голів.
У складі збірної був учасником Кубка африканських націй 2015 року в Екваторіальній Гвінеї.